# ローグ乳業
ローグ乳業(英語: Rogue Creamery)は、アメリカ合衆国オレゴン州にあるチーズ工場である。1933年に設立され、2002年から高品質チーズの生産へ方向転換し、2002年以来さまざまな大会で受賞している 。
ローグ乳業は、生乳チーズを欧州連合に輸出した最初のアメリカのチーズ工場であり 、製品の品質について米国外で注目された最初のアメリカのチーズ工場の1つである（特に、2003年と2012年に、世界チーズ賞で最高のブルーチーズに選ばれた）。